# Симидиканска епархия
Симидиканската епархия (на латински: Dioecesis Simidiccensis) е титулярна епископия на Римокатолическата църква с номинално седалище в град Симидика, чиито развалини днес са край Хенчир-Симидия, Тунис.

## История
Историческата епископия на ранната църва е била подчинена на Картагенската архиепархия. Известен е само един действащ епископ - Адеодат, участник на Картагенската конференция в 411 година, която събира католическите и донатистките епископи в Северна Африка. Адеодат подкрепя католическото вероизповедание и присъства и на Картагенския събор в 419 година.
В 1933 година е възстановена от Римокатолическата църква като титулярна епископия.
Действащи епископи
| Име     | Име       | Управление    | Забележка | Години |
| ------- | --------- | ------------- | --------- | ------ |
| Адеодат | Adeodatus | в 411 и в 419 |           |        |

Титулярни епископи
| Име                         | Име                              | Управление                        | Забележка                   | Години                    |
| --------------------------- | -------------------------------- | --------------------------------- | --------------------------- | ------------------------- |
| Джон Чарлс Рейс             | John Charles Reiss               | 12 декември 1967 – 11 март 1980   | в трентънски епископ        | 13 май 1922 - 4 март 2012 |
| Жозеф Кумуондала Мбимба     | Joseph Kumuondala Mbimba         | 7 юни 1981 – 18 март 1982         | в бокунгско-икелски епископ | 1941 - 6 март 2016        |
| Едуард Ърбън Кмиек          | Edward Urban Kmiec               | 3 ноември 1982 – 13 октомври 1992 | в нашвилски епископ         | 4 юни 1936 - 11 юли 2020  |
| Сиприан Мбука               | Cyprien Mbuka                    | 19 октомври 1997 – 13 март 2001   | в боменски епископ          | 13 ноември 1943           |
| Лудвиг Шварц                | Ludwig Schwarz                   | 25 ноември 2001 – 6 юли 2005      | в линцки епископ            | 4 юни 1940                |
| Жан-Мари Шарл Андре Льо Вер | Jean-Marie Charles André Le Vert | 8 януари 2006 – 7 декември 2007   | в камперски епископ         | 9 април 1959              |
| Никала Жан Рьоне Бруве      | Nicolas Jean René Brouwet        | 29 юни 2008 – 11 февруари 2012    | в тарбски и лурдски епископ | 31 август 1962            |
| Жан-Марк Ноел Авелин        | Jean-Marc Noël Aveline           | 26 януари 2014 – 8 август 2019    | в марсилски архиепископ     | 26 декември 1958          |
| Румен Станев                |                                  | 17 януари 2021                    |                             | 19 август 1973            |